# Emilio Álvarez
Emilio ("Cococho") Walter Álvarez (Montevideo, 10 februari 1939 – aldaar, 22 april 2010) was een Uruguayaans voetballer.
Álvarez speelde het grootste deel van zijn professionele carrière bij Club Nacional de Football. Tevens speelde hij voor het Uruguayaans voetbalelftal drie wedstrijden op het Wereldkampioenschap voetbal 1962. Voor het Wereldkampioenschap voetbal van 1966 werd hij wel geselecteerd, maar hij speelde geen enkele keer tijdens die eindronde.
Hij overleed op 71-jarige leeftijd in zijn geboortestad Montevideo.